# حادثه آلودگی آب کملفورد
حادثه آلودگی آب کملفورد شامل آلودگی تصادفی منبع آب آشامیدنی شهر کملفورد، کورن‌وال، در ژوئیه ۱۹۸۸ بود. بیست تن سولفات آلومینیوم به‌طور تصادفی به منبع آب اضافه شد و غلظت آن را به ۳۰۰۰ برابر سطح مجاز رساند. با تجزیه سولفات آلومینیوم، چندین تن اسید سولفوریک تولید شد که «ترکیبی از مواد شیمیایی را از شبکه‌های لوله‌کشی و همچنین لوله‌های سربی و مسی در خانه‌های مردم پاک کرد.» بسیاری از افرادی که با آب آلوده در تماس بودند، طیف وسیعی از اثرات کوتاه‌مدت بر سلامتی را تجربه کردند، و بسیاری از قربانیان از اثرات بلندمدتی رنج بردند که پیامدهای آن تا تاریخ ۲۰۱۲ نامشخص بود. از زمان این حادثه که بدترین حادثه مسمومیت جمعی در بریتانیا است، هیچ معاینه یا نظارت دقیقی بر سلامت قربانیان صورت نگرفته است. تحقیقات روی افرادی که سال‌ها بعد فوت کردند، سطوح بسیار بالایی از آلومینیوم را در مغز نشان داد. دیم باربارا کلیتون رهبری کمیسیون سلطنتی تحقیقات آلودگی محیط زیست را در مورد این حادثه بر عهده داشت.
بلافاصله پس از آلودگی، مقامات اعلام کردند که آب آشامیدنی سالم است، احتمالاً با آبمیوه برای پوشاندن طعم نامطبوع. در تحقیقی که در سال ۲۰۱۲ در مورد مرگ یکی از قربانیان انجام شد، پزشک قانونی اظهار داشت که سازمان آب جنوب غربی با عدم اطلاع‌رسانی به مردم در مورد مسمومیت به مدت ۱۶ روز، «با جان ۲۰ هزار نفر قمار کرده است»، تأخیری که او آن را غیرقابل قبول خواند. پس از آلودگی، به مردم اطمینان داده شد که هیچ خطری برای سلامتی وجود ندارد. ادعاهایی مبنی بر لاپوشانی وجود داشت و مایکل رز، پزشک قانونی وست سامرست، اظهار داشت: «من متوجه شدم که یک سیاست عمدی وجود داشته است که تا حدود ۱۶ روز پس از وقوع حادثه، مردم را از ماهیت واقعی آن مطلع نکنند.» پس از تحقیقات کمیته دولتی در مورد سمیت مواد شیمیایی در مواد غذایی، محصولات مصرفی و محیط زیست، مایکل میچر، وزیر سابق محیط زیست، ادعا کرد که «نهادهای مختلف مرتبط از همان ابتدا سعی در پنهان کردن تحقیقات داشتند.» میچر به یک روزنامه گفت: «این به یک کشمکش بین حقیقت و تلاش برای ساکت کردن حقیقت تبدیل شده است.»
گزارشی در آوریل ۲۰۱۳ توسط زیرگروه کمیته سمیت مواد شیمیایی در غذا، محصولات مصرفی و محیط زیست به این نتیجه رسید که قرار گرفتن در معرض مواد شیمیایی بعید است که باعث «آسیب تأخیری یا مداوم» شود و همچنین بعید است که باعث بیماری در آینده شود. در سپتامبر ۲۰۱۳، دولت اذعان کرد که «در ارائه مشاوره و اطلاعات مناسب و سریع به مصرف‌کنندگان آسیب‌دیده، قصور آشکاری» رخ داده است و عذرخواهی بی‌قید و شرط ارائه داد.

## علت
در ۶ ژوئیه ۱۹۸۸، جان استفنز، راننده تانکر امدادی که برای شرکت مواد شیمیایی، یکی از شرکت‌های تابعه ریو تینتو مستقر در بریستول، کار می‌کرد، به کارخانه تصفیه آب در رسید و آن را بدون سرنشین یافت. چون با محل آشنا نبود، رانندهٔ دیگری کلید را به او داده بود و به او گفته بود که «به محض ورود به دروازه، مخزن سولفات آلومینیوم در سمت چپ است». با این حال، این کلید تقریباً به هر قفلی که توسط سازمان آب جنوب غربی (SWWA) استفاده می‌شد، می‌خورد. بعد از بیست دقیقه جستجو برای یافتن مخزن صحیح، کلید را روی درپوش دریچه فاضلاب امتحان کرد و وقتی قفل آن باز شد، فکر کرد که به مخزن صحیح دسترسی پیدا کرده است. او ۲۰ تن سولفات آلومینیوم، که برای حذف ذرات جامد از آب خام استفاده می‌شد، را به داخل مخزنی ریخت که در واقع آب تصفیه شده را قبل از توزیع به مصرف‌کنندگان در کملفورد در خود جای داده بود. این امر بلافاصله منبع آب ۲۰٬۰۰۰ نفر از مردم محلی و تا ۱۰٬۰۰۰ گردشگر را آلوده کرد. حداکثر غلظت آلومینیوم ثبت شده ۶۲۰ میلی‌گرم در لیتر بود، در حالی که حداکثر غلظت قابل قبول در آن زمان توسط جامعه اروپا ۰٫۲ میلی‌گرم در لیتر بود.